# Lepidium scandens
Lepidium scandens är en korsblommig växtart som beskrevs av Hewson. Lepidium scandens ingår i släktet krassingar, och familjen korsblommiga växter. Inga underarter finns listade i Catalogue of Life.